# 羅伯特·基歐漢

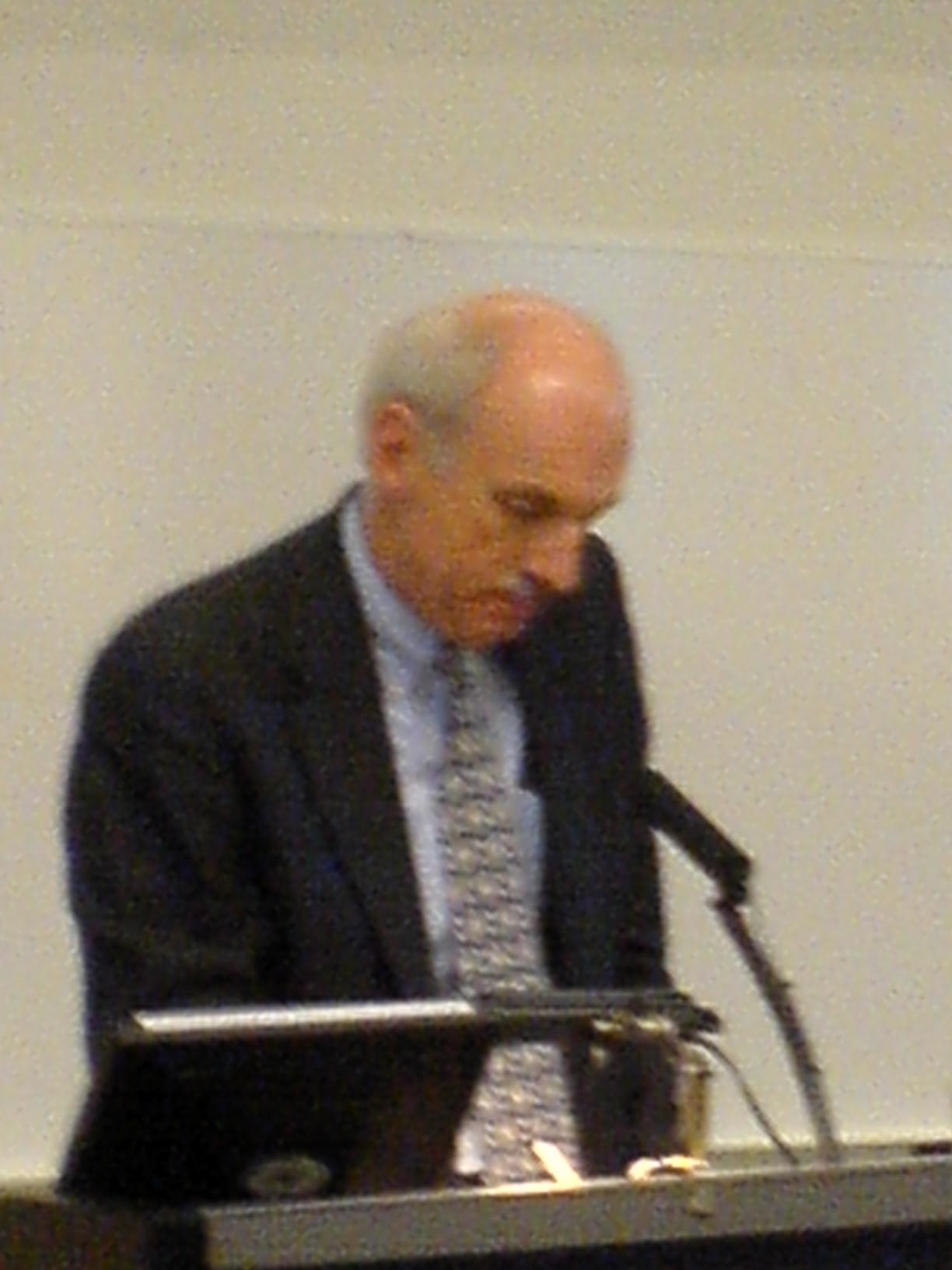
公元2007年攝影於隆德大學

羅伯特·基歐漢（Robert Keohane 1941年—），美國學者，以其著作「霸權之後」（1984年著）聞名於國際關係學界，變成國際關係學界中新自由制度主義的主要學者之一，目前在普林斯頓大學的威爾遜學院擔任政治科學教授。

## 早年
基歐漢出生於芝加哥大學的附屬醫學中心，也在該大學的附屬實驗學校完成相當小學四年級的學業，當他十歲時舉家搬遷至伊利諾伊州的卡洛爾縣 (伊利諾伊州)，並在該地的公立學校就讀，隨後在其雙親任教的夏默學院就讀，隨後完成初級的教育。
他在1961年夏默學院獲得榮譽學士學位，並在1966年於哈佛大學取得博士學位，隨後在斯沃斯莫爾學院任教。

## 執業生涯
基歐漢曾在斯沃斯莫爾學院、史丹佛大學、布蘭戴斯大學、哈佛大學以及杜克大學任教過，在哈佛大學時他兼任國際和平研究所的教授。
身為學者的他也同時是為作家，其著有霸權之後：世界政經的整合與紛爭（普林斯頓大學出版），也在公元1989年獲得每兩年基諾威獎的世界意识型態的項目的獎項。在1974年到1980年他擔任國際關係雜誌的編輯，在1988年到1989年出任國際關係研究學會的主席，在1999年到2000年美國政治科學學會的主席。
基歐漢曾在美國文理科學院、美國政治暨社會科學學院、古根海姆獎基金會以及行為科學進化中心和國立人類中心兼職過，並獲得約翰史金勒獎的政治科學獎項，在同年並獲選進入美國科學學院，並在2005年針對外交決策的民調中，被認為在國際關係中最有影響力的學者。

## 書籍
- 霸权之后：世界政治经济中的合作与纷争（普林斯頓大學出版）
- 新現實主義及其批評（哥倫比亞大學出版）
- 國際關係建制與國家權力：國際關係理論入門
- 權力與互賴：世界政治的轉變（與奈伊合著）
- 社會調查設計：科學推理的定性研究（普林斯頓大學出版）；和金與瑞伯合著
- 在全球化世界下的權力與互賴
- 人道干預：倫理，法律和政治困境（哥倫比亞大學出版）；和杭芝洛夫合著
- 氣候變遷的綜合建制；和維克多合著(公元2010年出版)[2][3]

## 相關連結
- Robert Keohane's Faculty Profile at Princeton
- Interview with Robert Keohane by Theory Talks (May 2008) （页面存档备份，存于）